# عكر أبو قرون
عَكَر أبو قرون  أو أبو قرنين (الاسم العلمي Trapa natans)، نبات مائي من فصيلة الأخدريات ينمو في البحيرات والبُرَك الهادئة الساكنة والدافئة. ثمرتها لها شوكتين طويلتين، واثنتين قصيرتين. وهي مأكولة لذيذة الطعم، مُنتظمة الشكل، رُباعية (القرون) تؤكل كالكستنة ولها تقريبًا طعمها. عكر أبو القرون، نبتة تزيينية جدًا بأوراقها المُنتظمة الترتيب، جميلة المظهر في البرك. عرفها الإنسان منذ غياهب الأزمنة حيث كانت له مصدرًا غذائيًا مرغوبًا، كما يُشير إلى ذلك مئات المتحجرات التي وجدت في شتى الحفريات الأثرية.

## المركبات
الثمرة الناضجة غنية بالعناصر النشوية والبروتينات والمواد العفصية والعناصر الدهنية وبالأملاح المعدنية، خاصة الحديد. وهي قابضة مُضادة للاسهال، مُغذية تفيد فقر الدم.

## الروابط الخارجية
- Species Profile- Water Chestnut (Trapa natans) نسخة محفوظة 10 نوفمبر 2017 على موقع واي باك مشين., National Invasive Species Information Center, United States National Agricultural Library. Lists general information and resources for Water Chestnut.